# 萨维安
萨维安是以色列中央区的一个社区，位於該國西部。其中犹太人占99％，他人人占1％。始建於1955年。于2004年莫萨夫"家内·耶胡达"并入萨维安。
地方议会萨维安的管辖范围是2850英亩。据以色列中央统计局 (CBS)，截至2011年12月，3,124居民萨维安。人口在不断增长3.3％的年增长率。